# Грузовы (дворянский род)
Грузовы — древний посаднический и боярский род.

## История рода
Родоначальник Евстафий (Остафий). Грузовы владели землями в Обонежской, Шелонской и Деревской пятинах. Афанасий и Кузьма Евстафьевичи были посадниками, Кузьма взят в плен в битве при Шелони (1471).
Русин и Афанасий Микулины (Михайловичи) владели поместьями в Тверском уезде (1540), упоминаются в писцовой книге Коломенского и Каширского уездов.
Иван Владимирович Груз владел поместьем во Владимирском уезде (1613). Гавриил Фёдорович служил по Атемару в городовых дворянах, постригся (1669). Жильцы Михаил и Данила Гавриловичи владели поместьями в Каширском уезде (1699).
Автамон Данилович Грузов владел населённым имением (1699).